# 최정 (야구 선수)
최정(崔廷, 1987년 2월 28일 ~ )은 KBO 리그 SSG 랜더스의 내야수이다. 그의 남동생은 KBO 리그 롯데 자이언츠의 내야수인 최항이다.
2021년 8월 18일 이후 세계 통산 단일 선수 최다 몸에 맞은 볼 기록을 보유중이기도 하다.

## 아마추어 시절
유신고등학교 1학년 때부터 팀의 에이스 겸 4번 타자로 투수와 타자 모두 뛰어난 활약을 보였고 포수, 내야수, 외야수 모두 가능했던 올라운드 플레이어였다. 제 38회 대통령배 고교야구대회에서 최고 구속 149Km/h의 공을 던졌던 파워 피쳐로서, 당시 휘문고 김명제, 신일고 서동환과 함께 투수 '빅 3'로 불리며 대한민국뿐만 아니라 MLB 스카우트에게도 많은 관심을 받았다. 타격에서도 밀고 당기는 능력이 뛰어나고, 노림수에 파워도 갖춰 고교 선수 중 가장 약점을 찾기 힘든 타자라는 평가를 받았으며, 2003년 전국 대회에서 타격 부문 7관왕을 휩쓸 정도로 뛰어난 재능을 보였다.

## SK 와이번스&SSG 랜더스시절

### 2005년
유신고를 졸업하고 1차 지명을 받아 계약금 3억원, 연봉 2,000만원의 조건으로 입단했다. 45경기에 출전했으며, 5월 21일 현대전에서 데뷔 첫 홈런을 쳐 냈다. 19세에 1군 경기에서 홈런을 기록한 선수는 홍현우에 이어 2번째였다.

### 2006년
당시 감독이었던 조범현의 마음을 사로잡아 외국인 선수 시오타니와 피커링을 내보낸 뒤 장차 팀의 4번 타자로 키우고 싶어 그를 4번 타자로 기용했다. 그 생각대로 그는 각 팀의 에이스들을 상대로 중요한 순간에 홈런을 쳐 내며 팀을 승리로 이끌었다.
하지만 공격력에 비해 수비가 부족했다.

### 2007년
김성근이 감독으로 부임 후 혹독한 훈련을 통해 3루수로서 수비의 안정감을 찾아갔다. 또한 3루수 풀 타임 리거로도 활약했다. 작년에 비해 뛰어난 타구 처리와 정확한 송구, 핸들링이 좋아졌다. 특히 러닝 스로 및 땅볼 처리 능력이 많이 향상됐다. 김성근은 그에게 목표 의식을 심어주고 자신감을 주기 위해 일본 프로야구 지바 롯데 마린스에서 코치로 일하며, 사제의 인연을 맺은 3루수 이마에 도시아키에게 특별히 부탁해 글러브를 선물했다.
이렇듯 공·수 양면에서 성장된 모습을 갖추며 베이징 올림픽 3차 예비 엔트리에 최연소 야수로 이름을 올렸으나 최종 명단에서 탈락했다.
한편, 이 해부터 유신고 시절 착용한 14번으로 등번호를 교체했는데 이 등번호는 사와무라의 영향 탓인지  일본에서 투수들이 달고 있다.

### 2008년
연봉 협상에서 전년 대비 164.7%가 인상되며 팀 내 신기록을 세웠다. 전반기에 타율 0.327을 기록했고, 6월에만 6홈런을 쳐 냈다. 한국시리즈에서 3~4차전 결승타와 5차전 쐐기 적시타를 쳐 내며 그 해 최연소 최우수선수로 선정됐다.

### 2009년
6월 25일 KIA전에서 고교 시절 이후 데뷔 첫 투수로 구원 등판해 0이닝 1피안타, 1볼넷, 1폭투, 1실점(비자책)으로 패전 투수가 됐다. 이 날 최고 구속은 시속 146km/h가 나왔으며, 경기 후 인터뷰에서 '지고 싶지 않았는데 아쉽다'고 말했다.

### 2010년
삼성과의 한국시리즈 2차전에서 KS 역대 5번째 연타석 홈런을 쳐 내며 팀을 승리로 이끌고 2차전 MVP가 됐다. 지난해 두산과 플레이오프에서도 4차전 마지막 타석과 5차전 첫 타석에서 연타석 홈런을 쳐 냈다. 시즌 첫 3할 타율, 20홈런을 기록했다.

### 2011년
조금 더 강한 타자가 되기 위해 스스로 위험 부담을 안고 타격 폼의 변화를 감행했다. 하지만 스프링캠프 때 좋았던 모습과는 달리 시즌 개막 이후 일주일 동안 8푼의 타율로 부진했다. 다시 폼을 수정해야 한다는 부담감과 자신감 저하 상태인 그에게 당시 감독이었던 김성근은 이례적으로 면담을 통해 다시 본래의 모습을 찾을 수 있게 도움을 줬다. 4월에 타율 0.329, 2홈런, 13타점을 기록했다. 그러나 5월에 또 다시 타격 폼이 흐트러지며 17타수 무안타로 부진했지만 지독한 반복 훈련과 끈질긴 노력으로 극복하며 6월에 타율 0.447, 5홈런, 20타점을 기록해 슬럼프에서 벗어났다. 7월에는 팀이 연패에 빠지고, 전체 팀 타선 침체 속에서도 혼자 고군분투하며‘ 최정의 와이번스’라는 말이 나올 정도로 팀의 중심을 잘 잡아줬다. 김성근이 감독으로 부임한 이후, 처음 4번 타자로 나서 4경기 연속 홈런을 기록했고 9월 초까지 득점권 타율 리그 1위를 기록했다. 4번 타순에서 타율 0.333을 기록하며 강한 모습을 보였다.
꾸준한 모습을 유지하며 2년 연속 3할 타율과 20홈런을 기록했고, 수비에서도 한층 발전된 플레이를 보이며 골든글러브 3루수 부문에서 206표를 받아 생애 첫 3루수 골든글러브를 수상했다. 본인에게도 첫 수상임과 동시에, 팀 창단 이래 3루수 첫 수상이었다.

### 2012년
시즌 전 프로 야구 관계자들을 대상으로 조사한 3루수 부문 랭킹에서 이범호, 김동주 등을 제치고 현역 최고 3루수로 평가받았다. 이만수가 감독으로 부임한 후 고정 3번 타자로 나서며 시즌 초중반까지 강정호와 홈런왕 경쟁을 펼치며 팀이 필요로 할 때 홈런과 타점을 기록해 중심 타자다운 모습으로 팀 타선을 이끌었다. 수비에서도 '3유수'라 불리는 수비 시프트를 선보이며 더욱 공격적이면서 과감함과 안정감을 동시에 보여줬다. 시즌 후반 아홉수에 걸려 홈런왕 경쟁에 밀려났지만 곧 20홈런을 쳐 내며 당시 개인 최다인 24홈런을 기록했다. 10월 6일 롯데전에서 팀 최초이자 개인 첫 기록인 20-20 클럽에 가입했다. 3루수 역대 3번째이자 15년만에 나온 기록이었다.
2005년 프로 데뷔 후 타율을 제외한 모든 부문에서 커리어 하이 시즌을 보낸 그는 2개의 최고 수비상과 2년 연속 골든글러브 2연패를 달성했다.
야수고과 1위를 기록한 그는 2013년 시즌 선수 등록 마감 시한을 이틀 앞두고 재계약을 맺었다.
전년도 연봉에서 2억 4,000만원이 오른(인상률 85.7%) 5억 2,000만원에 계약했고, 프로 8년차에 구단 최연소 연봉 5억원대에 진입했다. 팀 내 두 번째로 높은 연봉과 동시에 KBO 3루수 부문 전체 연봉 1위, 당시 같은 팀 선배였던 정근우와 함께 같은 인상 폭으로 KBO 역대 8위의 연봉 인상을 기록했다. 이는 WBC에서 한국이 4강에 진출할 경우 FA 자격 일수를 채워 1년 빨리 FA 권리를 행사할 수 있는 조건이 성립됐기 때문이었다. 팀에서는 그 동안 팀 소속이었던 FA 선수들을 여럿 놓친 탓에 전력 약화와 팀의 정체성이 흔들릴 위험을 감지한 터라 간판 타자이자 프랜차이즈 스타인 그를 절대 놓치지 않겠다는 의지를, 선수 본인에게는 '우리 선수'라는 뜻을 보여줬다. 연봉 협상을 마친 그는“팬들과 구단을 절대 실망시키지 않는 선수가 되겠다”고 각오를 밝혔다.

### 2013년
팀 내 선참급과 신인급 사이의 위치에 있던 그가 후배들에게 "개막이 얼마 안 남았으니 몸 관리 잘하자. 시간 약속 등 사소한 규칙을 잘 지켜야 한다. 그리고 시즌이 시작되면 다들 예민해진다. 시범 경기와는 분위기가 다르다. 우리가 잘해서 형들을 도와주자."라는 조언을 했다. 전반기 내내 주축 선수들의 부상과 부진으로 인한 신인 선수들의 1군 진입 등 팀 내 상황이 혼란스러웠던 시기에도 전반기에 묵묵히 중심을 잡고 팀을 홀로 이끌었다. 그는 시즌 내내 각 공격 부문에서 상위권을 차지하며 8월까지 박병호와 홈런왕 경쟁을 펼쳤다. 전반기 내내 득점권 타율은 4할에 육박했으며, OPS는 타자 중 전반기 가장 높은 1.064의 수치였고 조정 OPS도 가장 높은 187.08이었다. 시즌 전체 타자 중 RC/27은 8.66으로 리그 2위였다. 4년 연속 3할-20홈런, 2년 연속 20-20 클럽 가입, 4년 연속 9할 이상의 OPS 기록, 3년 연속 3루수 골든글러브를 수상했다.

### 2014년
2013년 WBC에서 대표팀이 4강 안에 들었을 경우 시즌 후 FA가 됐지만, 그렇지 못해 이 시즌 후 FA가 되는 그는 작년 연봉에서 34.6% 인상된 7억원을 제시받았다.
연봉 7억원은 프로야구 비 FA 선수 역대 최고 연봉이자 구단 역사상 최고 연봉이었다. 최근 FA 시장에서 내부 선수들을 모두 놓쳐“무슨 일이 있더라도 잡는다”는 분위기가 굳건했다. 이처럼‘비 FA 역대 최초 7억원 돌파’라는 상징성을 안겨준 이유는 그를 중심 타자로 최대한 예우하며 시즌 뒤 FA 협상에서도 우위를 가져가겠다는 의미였다. 재계약을 마친 그는“스프링캠프를 가기 전에 계약을 마쳐 홀가분한 마음으로 훈련에만 집중할 수 있게 되었다. 작년 프로 데뷔 후 최고의 성적을 냈지만 여기에 안주하지 않고 내 한계를 다시 한번 넘어서도록 하겠다. 팀과 나의 목표를 꼭 이루는 시즌을 만들겠다”며 계약 소감을 밝혔다. 또한 FA를 앞두고 "팬들로부터 '거액을 주고 잡아야 하는 선수'로 인정받고, '저 정도 금액을 줄만 하다'는 평가를 받고 싶다. 공수 모두 지금보다 더 높은 수준으로 만들어야겠다. 팬들도 '저 선수는 그 정도 받을 만한 가치가 있다'는 말을 하실 수 있도록 기량을 끌어올리겠다"는 각오를 보였다.
 하지만 시즌 중 허리 부상을 당하며 규정 타석을 채우지 못하고 시즌을 마쳤다.
시즌 후 역대 FA 최고액인 4년 86억원에 재계약했다.

### 2015년
개막전부터 컨디션 저하로 출전을 못했고 시즌 내내 잔부상에 시달렸다. 4월 5일 넥센전에서 만루 홈런 포함 4안타, 8타점, 2홈런을 기록했으나 이후 계속되는 부상과 부진으로 81경기밖에 출전하지 못했다.
이 때 많은 팬은 그를 "먹튀"라며 비아냥거렸다.

### 2016년
4월에 주춤했지만 5월에 살아나는 모습을 보였다. 5월에는 홈런왕 경쟁을 펼쳤다. 6월 1일에 통산 200홈런을 달성했고 그 이후로는 부진에 시달렸다. 7월 7일에 견제사로 아웃되고 당시 감독이었던 김용희가 화를 낸 이후 타격감이 좋아졌다. 8월 19일에는 개인 첫 30홈런을 쳤고 이 시즌에 40홈런을 달성했다. 180사구를 달성하며 KBO 역대 최다 사구 신기록을 세웠다.

### 2017년
홈런과 장타율 1위를 달성했다. 4월 8일 NC전에서 역대 3번째 한 경기 4홈런을 기록했다. 5월 초에는 손가락 부상으로 3경기를 결장했다. 6월 22일에 역대 15번째 250홈런을 달성했다. 7월 1일 삼성전에서 우규민의 투구가 몸에 맞으면서 통산 200사구를 달성했다. 8월에는 종아리 부상으로 11경기에 결장했다.
시즌 3할대 타율, 113타점, 89득점, 46홈런을 기록했다.

### 2018년
3월 kt전에서 1400안타를 달성했고, 7월 8일 한화전에서 김민우를 상대로 통산 300홈런을 달성했다. 통산 1500안타, 최연소 네 자릿수 타점을 기록했지만 타율을 비롯해 다른 기록들이 좋지 않아 커리어 로우를 기록했다. 포스트시즌에서도 계속 부진했으나 두산과의 한국시리즈 6차전에서 조쉬 린드블럼을 상대로 동점 홈런을 쳐 내 경기를 연장전으로 이끌었고 팀의 우승에 기여했다. 시즌 후 FA 자격을 취득해 6년 총액 106억원에 잔류했다.

### 2019년
시즌 141경기에 출전해 2할대 타율, 147안타(29홈런), 99타점을 기록했다. 3루수 부문 골든글러브를 수상했다.

### 2020년
주장으로 선정됐다. 7월 3일 롯데 자이언츠전에서 역대 3번째 15년 연속 두 자릿수 홈런을 기록했다.

### 2021년
4월 4일 롯데전에서 시즌 첫 홈런이자 팀 시즌 첫 홈런, 구단 창단 첫 홈런, 개장 첫 홈런을 기록했다. 5월 18일 KIA전에서 역대 최초 16년 연속 두 자릿수 홈런이자 개인 통산 1800안타를 달성했다. 6월 19일 한화전에서 그와 한유섬, 제이미 로맥, 정의윤까지 역대 4번째 4타자 연속 홈런을 기록했다. 8월 18일 NC전에서 개인 통산 288번째 몸에 맞은 볼을 기록했다. 또한 이날 기록으로 몸에 맞은 볼 세계 신기록도 경신했다. 10월 19일 KIA전에서 역대 2번째 통산 400홈런을 달성했다. 시즌 35홈런으로 개인 통산 3번째 홈런왕이 됐다.

### 2025년
5월 13일 NC전에서 홈런을 기록하며, KBO 리그 최초로 500홈런을 달성했다.

## 에피소드
- 데뷔 후 올스타전 첫 출전이었던 2008년에 이어 2010년~2012년까지 4차례 모두 감독 추천 선수로 선정됐다. 2013년 시즌은 이스턴 리그 3루수 부문에서 총 1,035,449표를 받아 선발 출전 선수로 올스타전에 참가했다. 그는 "그렇기 때문에 올스타전에 열심히 뛰어야겠다"며 "팬들에 대한 보답"이라고 말했다. "솔직히 선발 라인업에 들어가리라고 생각하지 못했다. 팬들에게 다시 한 번 감사드린다"고 덧붙였다. "팬들께서 돈을 주고 경기를 보러 오신다. 평소보다 긴장감은 떨어지겠지만 설렁설렁하고 싶지 않다. MVP를 노리기에는 몸이 안 좋지만 해 볼 수 있을 때까지 해 보겠다"며 옆구리 통증으로 올스타전 홈런 레이스에 참가하진 못했지만 본 경기에선 교체 없이 풀로 경기를 뛰며 첫 올스타 팬 투표로 선정해 준 팬들에게 고마움을 표현했다.[25]
- 2017년에는 최다 투표 2위로 드림 올스타의 3루수로 선정됐다. 홈런 레이스에서는 1홈런밖에 기록하지 못했다. 하지만 경기에서 2홈런, 2볼넷, 2타점, 3득점으로 미스터 올스타에 선정됐다.

## 별명
- 한화전에서 데뷔 첫 연타석 홈런을 기록했는데 배트가 부러지면서 구대성을 상대로 역전 3점 홈런을 쳐 냈다. 이에 구대성이 체격이 크지 않은 고졸 신인 타자가 자신의 공을 친 것이 믿기지 않는다며 부정 배트 가능성을 제기했으나 전혀 문제가 없었다. 이 때문에 심정수가 가지고 있던 '소년 장사'라는 별명을 얻었다.[26]
- 전 SK 주루코치였던 이광길이 '야천(야구 천재)'이라고 불린다.
- 통산 단일 선수 세계기록을 보유할 정도로 몸에 맞은 볼 기록이 상당히 많아서 '마그넷 정'이라고 불린다.
- 홈런을 많이 쳐서 '홈런 공장장'이라고 불린다. 이것에 착안하여 최정은 2019년 올스타전에서 공장 노동자처럼 안전모자와 작업복을 입고 등장하는 퍼포먼스를 선보이기도 했다.[27]

## 특징
- 본래 좌타석에서도 능숙했지만 프로에서는 그렇지 못했다. 2005년, 2008년 시즌 초반 언더핸드, 사이드암 투수에게 약점을 보이며 좌타석에 들어선 기록이 있지만, 스위치 타자로 활약하기엔 버거운 점들이 많아 우타석에 전념했다.
- 장타력이 뛰어나고 손목 힘이 좋다. 팔로 스로우 동작이 좋고 타구 방향은 좌측으로 많이 올리는 당겨치는 스타일이다.
- 직구에는 가운데, 몸쪽 빠른 공을 좋아하며 이 때 배트 스피드가 빠르다.
- 가운데, 바깥쪽 슬라이더에 강하고 컨디션이 좋을 시에는 슬라이더를 밀어치지만 그렇지 않을 때에는 당겨친다.
- 바깥쪽 체인지업에 강하며 실투를 놓치지 않는다.
- 커브와 싱커는 높은 볼을 좋아하며 결대로 타격한다.
- 낮은 포크볼에 주로 약하며 특히 다른 타자에 비하여 원 바운드 볼에 배트가 잘 나간다.

## 논란
- 2011년 7월 21일 삼성전을 마친 후 대구의 한 사우나에서 목욕을 마치고 나오던 중 사우나 앞을 지나던 승객의 응원을 욕설로 오해해 택시를 따라가서 뒷문을 연 뒤 승객의 머리를 손바닥으로 두 차례 내려쳤다.[28] 경찰이 현장에 도착했을 때는 피해자가 그의 사과를 받아들인 상태였고 처벌은 원치 않아 입건되지 않았다.

## 국가대표 경력

### 2009년WBC
데뷔 후 첫 국가 대표로 발탁됐다.
당시 주전 3루수 자리를 두고 이범호와 경쟁했으나 주전 유격수로 유력했던 박진만이 부상으로 이탈하며 유격수 박기혁, 3루수 이범호, 내야 유틸리티인 그로 멤버를 꾸려 엔트리를 확정했다. 하지만 2라운드 일본과의 순위 결정전에서 유격수로 첫 선발 출장했던 그는 5회까지 2타수 무안타를 기록했고, 수비도 매끄럽지 못했다. 대표팀 타자 중 유일하게 타석에 들어서 보지 못해 경기 감각도 많이 떨어져 있었다. 베네수엘라 전에서 3루수 이범호가 감기 몸살에 걸려 그가 3루수로 선발 출장했다. 6경기에 출전해 7타수 무안타, 1타점으로 부진했다.
한편, 해당 대회 당시 수비형 내야수들이 선호하는  2번을 달았는데 이 등번호는 야구의 포지션을 숫자로 나타낼 때 포수를 의미하나 가벼운 번호라 포수들은 22 27 32 등과 같은 두자릿수 등번호를 선호한다.

### 2010년광저우 아시안 게임
2번째로 국가 대표에 선정됐다.
주전 3루수 자리를 놓고 이범호와 경쟁했으나 기술위원회는 국내에서 좋은 활약을 펼쳤던 그를 주전 3루수로 발탁했다. 11월 13일 대만과의 예선 1차전, 홍콩전 예선 2차전에 선발 출장했으며, 타격감이 예상 외로 떨어져 있던 점과 컨디션 조절 실패로 11월 18일 중국과의 준결승전에서 타격감이 좋았고 주전 유격수로 발탁됐던 강정호가 3루수로 출장해 경기에 출전하지 못했다. 마지막 대만과의 결승전 때는 그를 대신해 강정호가 3루수로 선발 출장했으며, 경기 후반에 대타로 출전해 안타를 쳐 냈다.

### 2013년WBC
3번째로 국가 대표에 선정됐다.
대표팀 2루수 정근우와 함께 유일하게 백업없이 주전 3루수로 발탁됐으며, 기술위원회와 대표팀 감독이었던 류중일은 두 선수가 프로 리그에서 보여준 빼어난 기량과 풍부한 경험을 바탕으로 이 같은 엔트리를 구성했다고 밝혔다.
합숙훈련기간 동안 류중일은 타격감이 좋지 못했던 그에게 이례적으로 1:1 레슨을 했다. 2월 15일에 수비 훈련 도중 갑자기 바운드가 튄 펑고 타구에 맞아 눈두덩이가 찢어지는 부상을 입었다. 검사 결과 눈에는 큰 이상이 없었으며, 눈두덩이 부위를 7바늘 꿰맸다.
이 부상으로 인해 트라우마가 생겨 경기를 치르는 내내 수비에 대한 두려움을 겪었다. 예선 1라운드 1차전 네덜란드전에서 대표팀 중 유일하게 멀티 히트를 기록했다. 예선 2차전 호주전에서는 2사구로 출루했고, 안정적인 수비를 하며 팀 승리에 보탬이 됐지만 마지막 대만전을 앞두고 훈련 중 왼쪽 허벅지 햄스트링 부상으로 인해 출전하지 못했다. 2경기에 출전해 6타수 2안타, 1타점을 기록했다.

### 2023년WBC
4번째로 국가 대표에 선정됐다. 4경기에 출전해 9타수 1안타를 기록했다.

## 수상

### 아마추어 시절
- 2003년 미추홀기 고교 야구 대회 최우수 선수상, 우수 투수상, 최다 안타상
- 2003년 화랑대기 고교 야구 대회 도루상
- 2003년 ~ 2004년 봉황대기 고교 야구 대회 타점상
- 2004년 황금사자기 고교 야구 대회 최다 홈런상
- 2004년 대붕기 고교 야구 대회 도루상

### 국가대표
- 2010년 아시안 게임 금메달

## 출신 학교
- 대일초등학교
- 평촌중학교
- 유신고등학교

## 배우자
- '나윤희' (2014년 ~ 현재)

## 주요 기록
| 기록                             | 날짜       | 상대팀 | 내용                                                                                             | 종전 기록                      | 기타                                                                                             |
| -------------------------------- | ---------- | ------ | ------------------------------------------------------------------------------------------------ | ------------------------------ | ------------------------------------------------------------------------------------------------ |
| KS 백투백 홈런                   | 2012.10.29 | 삼성   | 역대 포스트시즌 19번째, 역대 한국시리즈 7번째                                                    | 조동화, 김재현                 | 개인 통산 2번째 부러진 배트로 홈런 기록, 연속 타자 홈런은 KS 5년만에, PS 3년만에 나온 기록       |
| PS 통산 최다사구                 | 2012.10.22 | 롯데   | 역대 포스트시즌 통산 12번째 사구                                                                 | 공필성, 그                     | 포스트시즌 본인의 통산 사구 기록 경신, 역대 포스트시즌 최다 사구 부문 신기록                     |
| PS 통산 최다 사구 타이           | 2012.10.19 | 롯데   | 역대 포스트시즌 통산 11번째 사구 타이                                                            | 공필성                         |                                                                                                  |
| KS 한 경기 최다 2루타(2개) 타이  | 2011.10.26 | 삼성   | 통산 23번째                                                                                      |                                |                                                                                                  |
| 준PO 한 경기 최다 사구(2개) 타이 | 2011.10.11 | KIA    | 준PO 4호, PS 15호, 역대 포스트시즌 통산 연타석 사구 5번째                                        |                                | 포스트시즌 한 경기 2사구 2차례 기록 (2010년 KS 3차전 / 2011년 준PO 3차전), 역대 포스트시즌 3번째 |
| KS 최연소 연타석 홈런            | 2010.10.16 | 삼성   | 역대 포스트시즌 14호, 역대 한국시리즈 5호                                                        | 김성한, 이건열, 이종범, 송지만 | 역대 포스트시즌 통틀어 연타석 홈런을 2차례 기록한 타자는 최정이 유일                             |
| PO 두 경기 연속 연타석 홈런      | 2009년     | 두산   | 플레이오프 4차전 마지막 타석과 5차전 첫타석에서 기록                                             |                                |                                                                                                  |
| KS 최연소 MVP                    | 2008년     | 두산   | 3,4 차전 결승타와 5차전 쐐기 적시타를 쳐 내며 한국시리즈 최우수선수로 선정됨. 〈21세 8개월 3일〉 | 이종범 〈1993년 23세〉         | 역대 한국시리즈 최연소 MVP 기록                                                                  |

| 기록                      | 날짜      | 상대팀 | 내용                                                   | 종전 기록                                                    | 기타                                                     |
| ------------------------- | --------- | ------ | ------------------------------------------------------ | ------------------------------------------------------------ | -------------------------------------------------------- |
| 10년 연속 두 자릿 수 홈런 | 2015.7.15 | NC     | 역대 9번째                                             | 장종훈, 양신, 박경완, 이만수, 마해영, 장성호, 이승엽, 김태균 | SK 와이번스 선수로는 박경완에 이어 2번째 기록            |
| 최연소 150호 홈런         | 2013.8.22 | LG     | 역대 프로 통산 30번째, 최연소 통산 4번째〈26세 5개월〉 | 이승엽, 장종훈, 김태균                                       |                                                          |
| 4년 연속 20홈런           | 2013.8.3  | 두산   | 역대 13번째                                            |                                                              |                                                          |
| 한 시즌 만루 홈런 2개     | 2013.4.28 | 한화   | 역대 57번째                                            |                                                              |                                                          |
| 최연소 100호 홈런         | 2011.9.30 | 삼성   | 역대 프로 통산 57번째, 최연소 통산 4번째 (24세 7개월)  | 이승엽, 장종훈, 김태균                                       |                                                          |
| 10대 두 자릿 수 홈런      | 2006.9.3  | KIA    | 시즌 10호〈19세 6개월 6일〉                            | 이진영 (21세 11개월 21일)                                    | 인천 프랜차이즈 사상 처음으로 기록, 역대 프로 통산 4번째 |
| 1경기 4홈런               | 2017.4.8  | NC     | 역대 3번째                                             | 박경완, 박병호                                               |                                                          |

| 기록                     | 날짜      | 상대팀 | 내용                                                       | 종전 기록                        | 기타                                 |
| ------------------------ | --------- | ------ | ---------------------------------------------------------- | -------------------------------- | ------------------------------------ |
| 개인 통산 1100경기       | 2015.8.1  | LG     | 역대 프로통산 89번째                                       |                                  |                                      |
| 10경기 연속 타점 타이    | 2015.7.29 | KIA    | 역대 프로 통산 7번째                                       | 김기태, 시엘리스, 조경환, 이대호 | 2010년 이대호 이후 5년만에 나온 기록 |
| 한 경기 최다 타점 타이   | 2015.4.5  | 넥센   | KBO 리그 최다 타점 타이 기록(8타점), 역대 프로 통산 12번째 |                                  |                                      |
| 개인 통산 1000안타       | 2014.8.13 | LG     | 역대 프로 통산 69번째                                      |                                  |                                      |
| 개인 통산 500사사구      | 2014.5.5  | 롯데   | 역대 프로 통산 53번째                                      |                                  |                                      |
| 4년 연속 3할-20홈런      | 2013년    |        | 역대 프로 통산 2번째                                       | 양준혁                           |                                      |
| 5년 연속 20사구          | 2013.9.3  | LG     | 7년 연속 두 자릿 수 사구                                   |                                  |                                      |
| 개인 통산 1,500루타      | 2013.7.16 | 넥센   | 역대 프로 통산 64번째                                      |                                  |                                      |
| 100홈런-100도루          | 2013.7.13 | LG     | 도루 2개 추가하며 100도루 달성, 역대 프로 통산 18번째      |                                  |                                      |
| 6년 연속 두 자릿 수 도루 | 2013.7.9  | 삼성   | 역대 프로 통산 33번째                                      |                                  |                                      |
| 개인 통산 500득점        | 2013.7.2  | KIA    | 역대 프로 통산 69번째                                      |                                  |                                      |
| 개인 통산 500타점        | 2013.4.28 | 한화   | 역대 프로 통산 60번째                                      |                                  |                                      |
| 개인 통산 100사구        | 2012.4.27 | 삼성   | 역대 프로 통산 17번째                                      |                                  |                                      |
| 개막전 첫 타점           | 2012.4.7  | KIA    | 2012 시즌 프로야구 개막전 전 구장 통틀어 첫 타점 기록      |                                  |                                      |
| 38경기 연속 출루         | 2009.4.4  | 한화   | 2008 시즌 37경기 연속 출루에 이어 기록                     |                                  |                                      |
| 역전 끝내기 안타         | 2005.8.27 | 삼성   | 투수 임창용을 상대로 기록                                  |                                  |                                      |

| 기록                | 날짜      | 상대팀 | 내용                                                                                    | 종전 기록                                              | 기타                                                            |
| ------------------- | --------- | ------ | --------------------------------------------------------------------------------------- | ------------------------------------------------------ | --------------------------------------------------------------- |
| 2년 연속 20-20 가입 | 2013.8.25 | NC     | 2년 연속 가입은 역대 7번째, 프로통산 37번째, 시즌 1호, 개인 통산 2호〈26세 5개월 25일〉 | 박재홍, 양준혁, 이종범, 제이 데이비스, 송지만, 덕 클락 | 2000년 이후 내국인 선수로는 처음으로 2년 연속 기록              |
| 20-20 클럽 가입     | 2012.10.6 | 롯데   | 역대 프로 통산 36번째, 시즌 3호, 개인 통산 1호, 3루수로선 역대 3번째(25세 7개월 8일)    | 송구홍, 홍현우                                         | SK 와이번스 팀 최초로 기록, 3루수 포지션에서 15년만에 나온 기록 |

## 홈런 일지
| 기록              | 날짜      | 상대팀   | 장소 | 이닝 | 경기 내용                                                                  |
| ----------------- | --------- | -------- | ---- | ---- | -------------------------------------------------------------------------- |
| 프로 데뷔 첫 홈런 | 2005.5.21 | 현대     | 문학 | 7회  | 만 18세 나이에 1군 경기에서 홈런을 기록, 홍현우에 이어 2번째               |
| 개인 통산 4홈런   | 2006.6.7  | 한화     | 한밭 | 8회  | ● 송진우를 상대로 초구를 노려 솔로 홈런 기록 (시즌 3호)                    |
| 개인 통산 5홈런   | 2006.6.7  | 한화     | 한밭 | 9회  | 구대성을 상대로 역전 3점 홈런, 프로 데뷔 첫 연타석 홈런 기록 (시즌 4호)    |
| 개인 통산 10홈런  | 2006.8.2  | 삼성     | 대구 | 8회  | 배영수와 4회 브라운을 상대로 연타석 홈런 기록 (시즌 8호, 9호)              |
| 개인 통산 11홈런  | 2006.9.3  | KIA      | 문학 | 1회  | 10대 두 자릿수 홈런 기록 (시즌 10호, 19세 6개월 6일)                       |
| 개인 통산 20홈런  | 2007.6.3  | 현대     | 문학 | 3회  | ●                                                                          |
| 개인 통산 22홈런  | 2007.6.23 | LG       | 문학 | 4회  | 박명환, 7회 김기표를 상대로 연타석 홈런 기록 (시즌 9호, 10호)              |
| 개인 통산 30홈런  | 2008.6.1  | 삼성     | 대구 | 5회  |                                                                            |
| 개인 통산 32홈런  | 2008.6.12 | LG       | 문학 | 3회  | 이재영, 4회 이범준을 상대로 연타석 홈런을 기록 (시즌 3호, 4호)             |
| 개인 통산 40홈런  | 2008.9.19 | 히어로즈 | 문학 | 4회  | 마일영을 상대로 11구째 승부끝에 역전 3점 홈런 기록                         |
| 개인 통산 50홈런  | 2009.6.7  | 한화     | 대전 | 3회  |                                                                            |
| 개인 통산 60홈런  | 2009.9.26 | 두산     | 문학 | 6회  |                                                                            |
| 개인 통산 70홈런  | 2010.6.16 | 넥센     | 목동 | 4회  | 5년 연속 두 자릿 수 홈런 기록 (시즌 10호, 프로 통산 40번째)                |
| 개인 통산 80홈런  | 2010.9.10 | 한화     | 대전 | 9회  | 프로 데뷔 첫 시즌 20호 홈런 달성                                           |
| 개인 통산 90홈런  | 2011.6.30 | 한화     | 문학 | 5회  | 6년 연속 두 자릿수 홈런 기록 (시즌 10호, 프로 통산 29번째)                 |
| 개인 통산 92홈런  | 2011.7.2  | 넥센     | 목동 | 5회  | ● 4경기 연속 홈런 기록                                                     |
| 개인 통산 100홈런 | 2011.9.30 | 삼성     | 문학 | 8회  | 2년 연속 20홈런 달성, 역대 4번째 최연소 100호 홈런 기록 (프로 통산 57번째) |

| 기록              | 날짜      | 상대팀 | 장소 | 이닝  | 경기 내용                                                                      |
| ----------------- | --------- | ------ | ---- | ----- | ------------------------------------------------------------------------------ |
| 개인 통산 105홈런 | 2012.5.4  | 롯데   | 문학 | 1회   | 3경기 연속 2점 홈런 기록                                                       |
| 개인 통산 109홈런 | 2012.5.11 | 넥센   | 문학 | 1,8회 | ● 2010년 4월 15일 한화 이글스전 이후 약 2년 1개월만에 한 경기 연타석 홈런 기록 |
| 개인 통산 110홈런 | 2012.5.19 | 한화   | 대전 | 9회   | ● 7년 연속 두 자릿 수 홈런 기록 (프로 통산 22번째)                             |
| 개인 통산 111홈런 | 2012.5.20 | 한화   | 대전 | 1회   | 전날 경기 9회에 이어 연타석 홈런 기록 (올시즌 4호, 개인 통산 4호)              |
| 개인 통산 120홈런 | 2012.9.7  | KIA    | 광주 | 5회   | 3년 연속 20홈런 달성 (역대 23번째)                                             |
| 개인 통산 121홈런 | 2012.9.9  | 넥센   | 문학 | 3회   | 한 시즌 개인 최다 홈런 기록 경신 (시즌 21호)                                   |
| 개인 통산 123홈런 | 2012.9.16 | KIA    | 문학 | 1회   | 전날 경기 8회에 이어 연타석 홈런 기록 (올시즌 16호, 개인통산 5호)              |
| 개인 통산 132홈런 | 2013.4.26 | 한화   | 문학 | 7회   | 프로 데뷔 첫 만루 홈런 기록 (시즌 4호, 프로 통산 610호, 개인통산 1호)          |
| 개인 통산 133홈런 | 2013.4.28 | 한화   | 문학 | 2회   | ● 이틀만에 2번째 만루 홈런 기록 (시즌 6호, 프로 통산 612호, 개인통산 2호)      |
| 개인 통산 136홈런 | 2013.5.14 | KIA    | 광주 | 8회   | 8년 연속 두 자릿 수 홈런 기록 (프로 통산 18번째)                               |
| 개인 통산 146홈런 | 2013.8.3  | 두산   | 문학 | 6회   | ● 4년 연속 20홈런 달성 (역대 13번째)                                           |
| 개인 통산 150홈런 | 2013.8.22 | LG     | 문학 | 3회   | 역대 4번째 최연소 150호 홈런 기록 (프로 통산 30번째)                           |
| 개인 통산 157홈런 | 2014.4.22 | NC     | 문학 | 9회   | 프로 데뷔 첫 끝내기 홈런 기록 (개인 통산 1호, 프로 통산 237호)                 |
| 개인 통산 178홈런 | 2015.7.15 | NC     | 마산 | 11회  | 10년 연속 두 자릿수 홈런 기록 (프로 통산 9번째)                                |
| 개인 통산 180홈런 | 2015.7.28 | KIA    | 광주 | 6회   | SK 와이번스 프랜차이즈 선수 중 최초 기록                                       |
| 개인 통산 200홈런 | 2016.6.2  | 한화   | 대전 | 1회   | 프로 통산 23번째                                                               |

| 기록              | 날짜     | 상대팀 | 장소 | 이닝 | 경기 내용                                           |
| ----------------- | -------- | ------ | ---- | ---- | --------------------------------------------------- |
| 개인 통산 230홈런 | 2017.4.8 | NC     | 문학 | 8회  | 한 경기 4연타석 홈런 (개인 통산 1호, 프로 통산 3호) |
| 개인 통산 300홈런 | 2018.7.8 | 한화   | 문학 | 6회  | 최연소 300홈런(만 31세 4개월 5일), 역대 11번째 기록 |

| 기록              | 날짜       | 상대팀 | 장소 | 이닝 | 경기 내용                                 |
| ----------------- | ---------- | ------ | ---- | ---- | ----------------------------------------- |
| 개인 통산 378홈런 | 2021.5.18  | KIA    | 광주 | 7회  | 16년 연속 두 자릿수 홈런 기록 (역대 최초) |
| 개인 통산 384홈런 | 2021.6.19  | 한화   | 대전 | 6회  | 4타자 연속 홈런 기록 (역대 3번째)         |
| 개인 통산 400홈런 | 2021.10.19 | KIA    | 광주 | 4회  | 역대 2번째, 우타자 최초 통산 400홈런      |

## 통산 기록
- 투수 기록

| 연도 | 팀명  | 평균자책점 | 경기 | 완투 | 완봉 | 승 | 패 | 세 | 홀 | 승률  | 타자 | 이닝 | 피안타 | 피홈런 | 볼넷 | 사구 | 탈삼진 | 실점 | 자책점 |
| ---- | ----- | ---------- | ---- | ---- | ---- | -- | -- | -- | -- | ----- | ---- | ---- | ------ | ------ | ---- | ---- | ------ | ---- | ------ |
| 2009 | SK    | -          | 1    | 0    | 0    | 0  | 1  | 0  | 0  | 0.000 | 2    | 0    | 1      | 0      | 1    | 0    | 0      | 1    | 0      |
| 통산 | 1시즌 | -          | 1    | 0    | 0    | 0  | 1  | 0  | 0  | 0.000 | 2    | 0    | 1      | 0      | 1    | 0    | 0      | 1    | 0      |

- 타자 기록

| 연도 | 팀명   | 타율  | 경기 | 타수 | 득점 | 안타 | 2루타 | 3루타 | 홈런 | 루타 | 타점 | 도루 | 도실 | 볼넷 | 사구 | 삼진 | 병살 | 실책 |
| ---- | ------ | ----- | ---- | ---- | ---- | ---- | ----- | ----- | ---- | ---- | ---- | ---- | ---- | ---- | ---- | ---- | ---- | ---- |
| 2005 | SK     | 0.247 | 45   | 85   | 6    | 21   | 5     | 0     | 1    | 29   | 11   | 0    | 0    | 5    | 2    | 27   | 3    | 1    |
| 2006 | SK     | 0.221 | 92   | 280  | 25   | 62   | 11    | 0     | 12   | 102  | 40   | 3    | 2    | 14   | 7    | 90   | 6    | 8    |
| 2007 | SK     | 0.267 | 122  | 408  | 49   | 109  | 19    | 1     | 16   | 178  | 66   | 8    | 7    | 33   | 11   | 84   | 3    | 12   |
| 2008 | SK     | 0.328 | 114  | 406  | 77   | 133  | 24    | 1     | 12   | 195  | 61   | 19   | 8    | 41   | 17   | 58   | 7    | 14   |
| 2009 | SK     | 0.265 | 99   | 339  | 63   | 90   | 15    | 0     | 19   | 162  | 58   | 11   | 0    | 40   | 22   | 64   | 6    | 9    |
| 2010 | SK     | 0.300 | 123  | 400  | 84   | 120  | 31    | 1     | 20   | 213  | 80   | 12   | 4    | 49   | 20   | 72   | 7    | 14   |
| 2011 | SK     | 0.310 | 113  | 403  | 64   | 125  | 25    | 1     | 20   | 212  | 75   | 15   | 5    | 46   | 20   | 72   | 8    | 5    |
| 2012 | SK     | 0.300 | 130  | 474  | 85   | 142  | 33    | 1     | 26   | 255  | 84   | 20   | 8    | 49   | 21   | 98   | 8    | 6    |
| 2013 | SK     | 0.316 | 120  | 434  | 75   | 137  | 18    | 0     | 28   | 239  | 83   | 24   | 8    | 64   | 24   | 109  | 10   | 19   |
| 2014 | SK     | 0.305 | 82   | 308  | 65   | 94   | 20    | 0     | 14   | 156  | 76   | 7    | 2    | 37   | 12   | 69   | 9    | 12   |
| 2015 | SK     | 0.295 | 81   | 275  | 43   | 81   | 17    | 0     | 17   | 149  | 58   | 5    | 2    | 46   | 5    | 78   | 6    | 4    |
| 2016 | SK     | 0.288 | 141  | 500  | 106  | 144  | 24    | 1     | 40   | 290  | 106  | 1    | 2    | 77   | 23   | 126  | 6    | 14   |
| 2017 | SK     | 0.316 | 130  | 430  | 89   | 136  | 18    | 1     | 46   | 294  | 113  | 1    | 5    | 70   | 19   | 107  | 8    | 6    |
| 2018 | SK     | 0.244 | 115  | 406  | 95   | 99   | 16    | 1     | 35   | 222  | 74   | 9    | 2    | 58   | 23   | 129  | 10   | 11   |
| 2019 | SK     | 0.292 | 141  | 503  | 86   | 147  | 27    | 0     | 29   | 261  | 99   | 3    | 2    | 69   | 26   | 92   | 4    | 14   |
| 2020 | SK     | 0.270 | 133  | 452  | 90   | 122  | 40    | 0     | 33   | 243  | 96   | 8    | 3    | 75   | 20   | 98   | 7    | 11   |
| 2021 | SSG    | 0.278 | 134  | 436  | 92   | 121  | 17    | 0     | 35   | 245  | 100  | 8    | 6    | 84   | 22   | 102  | 9    | 12   |
| 2022 | SSG    | 0.266 | 121  | 414  | 80   | 110  | 21    | 0     | 26   | 209  | 87   | 12   | 5    | 66   | 19   | 96   | 6    | 12   |
| 2023 | SSG    | 0.297 | 128  | 471  | 94   | 140  | 31    | 0     | 29   | 258  | 87   | 7    | 3    | 59   | 15   | 87   | 12   | 13   |
| 2024 | SSG    | 0.291 | 129  | 468  | 93   | 136  | 27    | 2     | 37   | 278  | 107  | 5    | 1    | 55   | 20   | 114  | 10   | 13   |
| 통산 | 20시즌 | 0.288 | 2239 | 9438 | 1461 | 2133 | 421   | 11    | 495  | 4197 | 1561 | 178  | 75   | 1037 | 348  | 1772 | 145  | 210  |

- 빨간 글씨는 한국 프로야구 역사상 최고 기록
- 굵은 글씨는 해당 시즌 최고 기록